# Privesa fryeri
Privesa fryeri är en insektsart som beskrevs av William Lucas Distant 1917. Privesa fryeri ingår i släktet Privesa och familjen Ricaniidae. Inga underarter finns listade i Catalogue of Life.